# ملکشاه سوم سلجوقی
محمود نواده ملکشاه پس از مرگ پدرش سلطان محمد در سال ۵۱ بر تخت نشست. چون هشت ماهی از امارت او گذشت. علیه عمویش، سلطان سنجر برخاست اما در نبرد شکست خورد و با اظهار ندامت و پشیمانی، سلطان سنجر دوباره او را به امارت عراق فرستاد.
گرجیان از زمان سلطنت ملکشاه تا پایان فرمانروایی سلطان محمد دست از چپاول برداشته بودند اما آنان در سال ۵۱۴ ه. ق با همراهی فققازها و طوایف دیگر حمله به قلمرو سلجوقیان را از سر گرفتند در این مقاله چگونگی لشکرکشی سلطان محمود گرجیان شرح داده می‌شود.

## چیرگی سلطان سنجر بر سلطان محمود
به نوشته بنداری اصفهانی، پس از آنکه سلطان محمود بر تخت سلطنت نشست، ابوالقاسم درگزینی انس آبادی، امیرحاجب علی بار را به کارهایی برانگیخت که موجب پریشانی و از هم گسیختگی امور حکومت سلطان محمود شد. یکی از این اقدامات نوشتن نامه به خان سمرقند و بیان این موضوع بود که «ما قصد نبرد با سنجر داریم بدون شک او هم به ما متوجه خواهد شد. فکر صحیح این است که تو از پشت بیایی و دشمن در وسط ما در طرف، در گرداب هلاکت خواهد افتاد» گفتنی است آنان که بر امور حکومت سلطان محمود استیلا یافته بودند، هرکاری را بدون کسب اجازه از او انجام می‌دادند و «اصولاً وی را آگاه هم نمی‌ساختند و سلطان را تحقیر و توهین می‌کردند.» بر این اساس سنجر که بر اوضاع نا به سامان حکومت سلطان محمود و احتمال فروپاشی قلمرو وی آگاهی یافته بود برای پیشگیری از اتفاقی که احتمال وقوع آن بود، از خراسان به سوی وی لشکر کشید. البته فارغ از این مسائل، انگیزهٔ واقعی سنجر در لشکرکشی به ری، به نوشته ابن ایثر تصرف سرزمین‌های برادر متوفایش (سلطان محمد) بود. در نبردی که در دوم جمادی‌الاول ۵۱۳ در نزدیکی ساوه میان سپاهیان دو طرف روی داد. با آنکه نخست پیروزی از آن لشکر سلطان محمود بود. سرانجام سپاه سنجر پیروز نهایی میدان شد. پس از این نبرد، سنجر به همدان و سلطان محمود به اصفهان رفت. در همدان سنجر به توصیه مادرش، که مادربزرگ سلطان محمود هم بود با ارسال نامه‌ای برای سلطان محمود، به وی پیشنهاد صلح داد. اما امیرانی که با سلطان محمود همراه بودند پذیرش صلح را منوط به بازگشت سنجر به خراسان کردند. این موضوع مورد مخالفت سنجر قرار گرفت و او سپاه خود را به سوی کرج حرکت داد و از آنجا دوباره به سلطان محمود پیشنهاد صلح داد و متعهد شد که وی را به ولیعهدی خود بگمارد. سلطان محمود بعد از پذیرش این پیشنهاد در ماه شعبان همان سال به خدمت سنجر رسید و از سوی وی مورد احترام فراوان قرار گرفت. بعد از برقراری صلح میان طرفین، به دستور سنجر مقرر شد تمام ولایاتی که زیر فرمان وی بودند و نیز در بغداد پس از نام سلطان سنجر، نام سلطان محمود در خطبه ذکر شود. سلطان سنجر برای استواری مناسبات خود با سلطان محمود، دختر خویش مهملک را به ازدواج وی درآورد و پس از آنکه آن دختر، در هفده سالگی از دنیا رفت، میان دختر دیگرش ستی خاتون با محمود پیوند ازدواج بست.

## شورش ملک مسعود بر صد سلطان محمود
در سال ۵۱۲هـ. ق، نخستین ماه‌های حکومت سلطان محمود با درگیری مجاهد الدین بهروز که شحنه بغداد بود و آقسنقر برسقی که خواستار کسب آن مقام بود، توأم شد. سرانجام، سلطان محمود فرمان شحنگی بغداد را به امیرمنکوبرس واگذار کرد و او امیرحسین بن اتابک را به نیابت خود به بغداد فرستاد اما آقسنقر برسقی به رویارویی با امیرحسین برخاست و در ربیع‌الاول ۵۱۲ او را متواری کرد. به نوشته ابن ایثر، در سال ۵۱۲ق، ملک مسعود که همراه با اتابک آی به جیوش بک در موصل به سر می‌برد. به تحریک بعضی از اطرافیانش برای چیرگی برعراق عرب عازم آن سرزمین شد. در نزدیکی بغداد، آنان را با امیر اقسنقر برسقی که از سوی سلطان محمد به عنوان مربی مسعود برگزیده شده بود متحد شدند و به این ترتیب ملک مسعود وارد بغداد شد. در این احوال با توجه به شکل‌گیری اتحاد امیرمنکوبرس و دبیس بن هدقه و بزرگانی دیگر ضد ملک مسعود و هوادارانش، سرانجام جیوش بک نماینده‌ای به نزد سلطان محمود فرستاد و از او خواستار سرزمین‌های بیشتری برای خود و ملک مسعود شد و پس از آن که سلطان محمود آذربایجان و را به آنان واگذار کرد، دست از عصیان برداشتند. بار دیگر در سال ۵۱۴هـ. ق اطرافیان ملک مسعود، به تحریک دبیس بن هدقه، ضد سلطان محمود به پا خواستند و به نام ملک مسعود خطبه خواندند. در واکنش به این اقدام سلطان محمود آماده جنگ با سرکشان شد و در نیمه ربیع‌الاول ۵۱۴ در گردنه اسدآباد سپاهیان ملک مسعود را شکست داد. در آن حال، برای ملک مسعود راهی جز در خواست بخشش از سلطان محمود باقی نماند و پس از امان گرفتن از سلطان محمود، به خدمت وی رسید و به گرمی پذیرفته شد. بدین ترتیب سلطان محمود از عصیان برادرش ملک مسعود رهایی یافت.

## عصیان ملک طغرل بر سلطان محمود
به نوشتهٔ ابن ایثر یکی از پسران سلطان محمد به نام ملک طغرل، که پدرش سرداری به نام امیر شیرگیر را سرپرست او کرده و حکومت شهرهای ساوه و آبه و زنجان را به او سپرده، هنگامی که سلطان محمد در گذشت، در قلعهٔ سرجهان اقامت داشت، سلطان محمود فردی به نام امیر کنتغدی را به عنوان مربی و مسئول ادارهٔ قلمرو ملک طغرل نزد وی فرستاد. امیر کنتغدی همچنین مأموریت داشت که ملک طغرل را نزد برادرش سلطان محمود ببرد. وی بعد از اینکه به خدمت طغرل رسید بر خلاف وظیفه‌ای که داشت، به تحریک طغرل ضد سلطان محمود پرداخت و او را از رفتن به نزد برادرش منع کرد، سلطان محمود بعد از آگاهی از این امر، شرف الدین انوشیروان بین خالد را با اموال و هدایایی بسیار نزد ملک طغرل فرستاد و با وعده‌های نیکو او را نزد خویش فرا خواند. از آنجا که امیر کنتغدی از سوی ملک طغرل پاسخ مناسبی به پیشنهاد سلطان محمود نداد، وی برای سرکوب طغرل و اتابکش کنتغدی به سوی آنان لشکر کشید. در آن حال کنتغدی و طغرل که توان رویارویی با سلطان محمود را نداشتند راه فرار در پیش گرفتند و بعد از چندی به شهر گنجه رفتند و در آنجا مستقر شدند. بدین ترتیب میان سلطان محمود و برادرش ملک طغرل تیرگی روابط شکل گرفت. در شوال سال ۵۱۵ اتابک کنتغدی در گذشت و امیر آقسنقر احمدیلی از ملک طغرل خواستار منصب کنتغدی شد و پس از اتحاد با طغرل، او را به مبارزه با سلطان محود برانگیخت. تلاش‌های آقسنقر و طغرل برای طغیان ضد سلطان محمود به ویژه پس از آنکه سلطان سلجوقی حکومت سرزمین آذربایجان را به جیوش بک واگذار کرد، به جایی نرسید و آنان برانجام در اوایل سال ۵۱۶هـ. ق فرمانبرداری خود را به سلطان محمود اعلام داشتند.

## جنگ‌های سلطان محمود با گرجیان
گرجیان از زمان سلطنت ملکشاه تا پایان فرمانروایی سلطان محمد دست از چپاول سرزمین‌های اسلامی برداشته بودند اما آنان در سال ۵۱۴هـ. ق با همراهی قفقاج‌ها و طوایف دیگر حمله به قلرو سلجوقیان را از سر گرفتند. در واکنش به این اقدام، امیر ایلغازی و ملک طغرل و اتابک دی کنتغدی، برای رویارویی با گرجیان متحد شدند و در نزدیکی تفلیس به جنگ با آنان پرداختند. در این نبرد سرانجام، گرجیان و متحدانشان پیروز شدند و شمار فراوانی از لشکر سلجوقی به قتل رسیدند و هزار نفر به اسارت درآمدند. گرجیان سپس به غارت شهرهای اسلامی دست زدند و پس از محاصره تفلیس، آن شهر را در سال ۵۱۵ هـ. ق به تصرف درآوردند. کمی بعد سلطان محمود از همدان به آذربایجان رفت و ماه رمضان را در تبریز به سر برد و از آنجا سپاهی برای مبارزه با گرجیان اعزام کرد.
بنابر کتاب مجمل التواریخ و القصص، سلطان محمود در سال ۵۱۶هـ. ق از تبریز به سوی شمافی و شروان لشکر کشید و «ابخازیان را رفع کرد و شروانشاه را از قلعه به زیر آورد و بازگردید.» سلطان سلجوقی در سال ۵۱۷هـ. ق شخصاً به جنگ گرجیان رفت و لشکریان او و سپاه گرجیان در شمافی به یکدیگر رسیدند. از آنجا که سپاه سلطان محمود که در ناحیه بستان اردو زده بودند پس از نزدیک شدن گرجیان دچار هراس شدند، شمس الملک عثمان که وریز سلطان محمود بود به وی پیشنهاد داد که از جنگ با گرجیان خودداری و آنجا را ترک کند. در آن حال میان گرجیان و قبچاقها که با آنان متحد شده بودند دو دستگی و دشمنی بروز کرد و با یکدیگر به نزاع برخاستند. این موضوع سبب شد که آنان بدون مبارزه با سپاه سلطان محمود صحنه نبرد را رها کنند و پیروزی غیرمنتظره‌ای نصیب لشکر سلجوقی شود. پس از این واقعه، سلطان محمود چند گاهی در شروان به سر برد و در جمادی‌الثانی ۵۱۷ به همدان بازگشت.

## روابط کدورت‌آمیز خلیفه المسترشد و سلطان محمود
سلطان مغیث الدین محمود، در ایام سلطنت، گاهی در اصفهان به سر می‌برد و زمانی در بغداد اقامت می‌کرد. در سال ۵۱۶هـ. ق خلیفه مسترشد پس از آنکه یورش دبیس بن هدقه به بغداد را سرکوب کرد، در صدد احیای قدرت دنیوی خلافت برآمد. به همین منظور، وی تلاش داشت استقلال عمل خود را در برابر سلجوقیان نیز آشکار کند. اقدام خلیفه برای تقویت نیروی نظامی خود موجب نگرانی سعدالدوله میرنقش زکوی شد. وی که از سلجوقیان شحنهٔ بغداد بود، در ماه رجب ۵۲۰، از بغداد به دربار سلطان محمود رفت و به وی هشدار داد که در صورت تأخیر در ورود به بغداد، الخلیفه المسترشد بر عراق مستولی خواهد شد.
سلطان محمود پس از اطلاع از این موضوع، به سوی عراق رهسپار گشت. در آن حال المستر شد فردی را نزد وی فرستاد و در خواست کرد که به علت قحطی رایج در بغداد، از ورود به آن شهر خودداری کند. پس از اینکه سلطان محمود تقاضای خلیفه را نپذیرفت، وی در واکنش به تصمیم سلطان، همراه با خانوادهٔ خویش بغداد را ترک کرد. سلطان محمود پس از آنکه المسترشد تقاضای صلح وی را نپذیرفت، در ذیحجه ۵۲۰ وارد بغداد شد و در محرم ۵۲۱ سپاهیانش قصر خلیفه را غارت کردند. با آنکه المسترشد حتی به مبارزات مسلحانه ضد سلطان محمود دست زد، سرانجام مجبور به پذیرش صلح شد. سلطان محمود پس از اینکه بر اساس قرارداد، از خلیفه اموال و هدایای بسیاری دریافت نمود، در ربیع‌الثانی ۵۲۱ بغداد را به سوی همدان ترک کرد.
برخی از صفات سلطان محمودبن محمد
سلطان مغیث الدین محمود در شوال ۵۲۵ پس از چهارده سال سلطنت در ۲۷ سالگی در گذشت. اغلب منابع علت مرگ وی را افراط در هوسبازی دانسته‌اند. اما بنداری اصفهانی معتقد است که وزیر او (درگزینی) که نتوانست در برابر تعهدات مالی اش پاسخگوی سلطان باشد از ترس مؤاخذه آن سلطان را مسموم کرد.
سلطان محمود، علاوه بر زیبایی پیکر و منظر، مردی فاضل و هنرمند بود و در آل سلجوق به فضل و هنر او نبود. سلطان محمود زبان عربی را به خوبی می‌دانست و علاوه بر اطلاع بر اشعار و امثال، از تاریخ و سیره آگاهی داشت. وی همچنین از خطی نیکو و بیانی فصیح و قدرت ادراک فراوان نیز بهره‌مند بود و در امور دیوانی و مسائل مربوط به اقطاعات آگاهی کامل داشت و گاه گاه وزیر مستوفی را مورد بازخواست قرار می‌داد. به نوشتهٔ ابن الایثر، با آنکه سلطان محمود در هنگام مبارزه با خلیفه از مردم بغداد دشنام‌ها شنیده بود، آنان را مورد بخشش قرار داد و در پاسخ به کسانی که او را به آتش زدن بغداد فرا می‌خواندند گفت: «دنیا ارزش چنین کارهایی را ندارد.»
اوضاع اجتماعی و اقتصادی در گستره قلمرو سلجوقیان
اقتدار سلطنت پس از در گذشت سلطان محمدبن ملکشاه و بر تخت نشستن پسرش سلطان محمود به شدت رو به کاهش نهاد و «برای وی از هر طرف شرکایی در سلطنت قرار دادند و قدرتی مقابلش تراشیدند.» در پی این وضعیت در هر بخشی از قمرو سلجوقیان امیری قدرت طلب سلطه یافت و برای سلطان سلجوقی عایداتی باقی نماند و «در نتیجه، دیوان مالیات باطل و بیکار بود. تنها کار دیوان گرفتن و ضبط کردن اموال ثروتمندان و برافروختن آتش فقر و نداری بود.» اجحافات مالیاتی بر مردم و اخذ خراج بی‌رویه و ستمکارانه از آنان، از جمله نتایج پراکندگی قدرت و نا به سامانی‌های سیاسی بود. از جمله مظاهر حیات اجتماعی در دوره سلجوقیان که در پرتو افزایش ثروت و کسب درآمد رواج یافت اقامت سلاطین سلجوقی در کاخ‌های پر شکوه و در پیش گرفتن زندگی تجملی و به کار بردن اسباب تزیینی گرانبها و رفاه طلبی و لذت جویی بود که این امر سرمشق بزرگان دولتی و سران نظامی بود. مسلم است هزینه این مخارج گزاف بر دوش مردم سنگینی می‌کرد و از ثروت‌های مملکت در جهت رونق اقتصادی و رفاه اجتماعی آن چنان‌که انتظار می‌رفت استفاده نمی‌شد.
باسورث به این تکیه اشاره کرده‌است که در عصر الب ارسلان و ملکشاه، سلجوقیان بزرگ به قدرتی مسلط دست یافتند. باسورث ستایش چشمگیر نویسندگان مسیحی ارمنی و سوری از الب ارسلان و ملکشاه راحتی از ستایش‌های منشیانه و پر تکلف مؤلفان ایرانی ارزشمندتر دانسته است. وی به استناد نوشته حمدالله مستوفی می‌گوید که درآمد سالیانه ایران در دوران پادشاهی ملکشاه به دویست و پانزده میلیون دینار می‌رسید و مبلغ بسیاری از آن صرف ایجاد جاده‌ها و برج و باروهای پیرامون شهرها و مساجد و کاخ‌ها و نهادهای عام‌المنفعه و آموزشی می‌شد. ایجاد رباط‌ها کاروانسراها موجب برقراری امنیت داخلی و سهولت دررفت‌وآمدهای مسافران و بازرگانان شده بود. باسورث با اشاره به کمبود اطلاعات مستقیم از اوضاع اقتصادی ایران در زمان ملکشاه می‌گوید که منابع به صورت مکرر به این نکته اشاره دارند که در اواسط پادشاهی ملکشاه در سال ۴۷۶هـ. ق جاده‌ها امنیت بی‌مانندی داشتند و قیمت‌ها در سراسر امپراتوری پایین بود. اقدامات صورت گرفته در راستای بهبود امنیت داخلی و راه‌ها باید به رشد اقتصادی انجامیده باشد.

## معماری مدارس
پیشرو نهضت مدرسه‌سازی خواجه نظام الملک توسی بود که با تأسیس مدارس مشهور به نظامیه در شهرهای بزرگ در قمرو سلجوقیان اهداف سیاسی و مذهبی خاصی را در نظر داشت. این اقدام نظام الملک مورد تقلید دیگر بزرگان و قدرتمندان عصر سلجوقی قرار گرفت. گفتار الراوندی مبنی بر اینکه «ملکشاه و محمود و برکیارق و محمد و طغرل و مسعود را بدان مدارس که در دارالملک اصفهان و همدان ساخته‌اند، نامی نیکو به جای گذاشته‌اند.» گویای آن است که این سلاطین سلجوقی به امر تأسیس مدارس همت گماشته‌اند.
قالی و پارچه بافی
در زمان سلجوقیان، صنعت قالیبافی که یکی از صنایع دستی رایج در میان قبایل صحرا گرد و چادرنشین بود، بیش از پیش رونق یافت. متأسفانه نمونه‌ای از فرشهای مربوط به دورهٔ سلجوقیان در ایران باقی نمانده و تنها چند قطعه از قالی‌های مربوط به آن دوره در آسیای صغیر، در مسجد علاءالدین در شهر قونیه، یافته شده‌است. این قالی‌ها دارای طیف‌های مختلفی از رنگ‌های قرمز و آبی هستند و زمینه‌های آن‌ها با شکل‌ها و نقوش هندسی مکرر پوشیده شده‌است و در حاشیه و پیرامونشان حروف کوفی غیرخوانایی وجود دارد. صنعت پارچه بافی نیز در دوره سلجوقیان از رواج چشمگیری برخوردار بود. برای نمونه، در اصفهان پارچه‌های متنوعی از جمله عتابی ووشی بافته می‌شد و جامه‌هایی از جنس پنبه و ابریشم در آن شهر تولید و به نواحی مختلف صادر می‌شد.

## نتیجه‌گیری
سلطان محمدبن ملکشاه در نیمه ماه ذی حجه سال ۵۱۱ در بستر مرگ به فرزندش محمود که کمی بیش از ۱۴ سال سن داشت دستور داد که به جای او به تخت سلطنت بنشیند مسلم است که سلطان محمود دوران نوجوانی را می‌گذراند و قادر به اداره مملکت نبود و به همین دلیل زمان عمور حکومت سلطان محمود امکیر حاجب علی بار به دست گرفت و ابوالقاسم درگزینی به مقام دبیری حاجب علی بار برگزیده شد و او را به کارهایی برانگیخت که باعث پریشانی و از هم گسیختگی امور حکومت سلزان محمود شد.

## کتابنامه
- ابن الایثر (۱۳۶۸)، کامل، تاریخ بزرگ اسلام و ایران، ترجمه علی هاشمی حائری و ابوالقاسم حالت، ج ۱۸، چاپ دوم، انتشارات علمی.
- ابن الایثر (بی تا)، کامل، تاریخ بزرگ اسلام و ایران، ترجمه ابوالقاسم حالت، ج ۱۹، انتشارات علمی.
- بنداری اصفهانی، فتح بن علی (۲۵۳۶ [۱۳۵۶]) زبدة النصرة و نخبة العصرة (تاریخ سلسله سلجوقی)، ترجمه محمد سن جلیلی، بنیاد فرهنگ ایران.
- حسین، عبدالعظیم محمئ (۱۳۸۹)، ایران و عراق در عصر سلجوقی، ترجمه سید جلال موسوی و عبدالرحیم قنوات، اصفهان: جهاد دانشگاهی واحد اصفهان.
- حسینی یزدی، محمدبن محمدبن محمدبن نظام (۱۳۸۸)، العراضه فی الحکایه السلجوقیه، به کوشش مریم میرشمسی، تهران: بنیاد موقوفات دکتر محمود افشار یزدی.
- الراوندی، محمدبن علی بن سلیمان (۱۳۶۴)، راحه الصدور و آیه السرور، به سعی و تصحیح محمد اقبال، با حواشی و تصحیحات مجتبی مینوی، چاپ دوم، تهران: امیرکبیر.
- ستارزاده، ملیحه (۱۳۸۶)، سلجوقیان، چاپ سوم، تهران: سمت.
- شبانکاره‌ای، محمدبن علی بن محمد (۱۳۶۳)، مجمع الانساب، به تصحیح میرهاشم محدشاه، تهران: امیرکبیر.
- مجمل التواریخ و القصص (۱۳۸۳)، به تصحیح ملک اشعراء بهار، تهران: دنیای کتاب.
- همدانی، رشید الدین فضل‌الله (۱۳۸۶)، جامع التواریخ (تاریخ آل سلجوق)، به تصحیح و تحشیه محمد روشن، تهران:میراث مکتوب.
- باسورث، ادموند، کلیفورد (۱۳۶۲و۱۳۶۴)، تاریخ غزنویان، ترجمه حسن انوشه، ج ۲، چاپ دوم، تهران: امیرکبیر.